# グレイスランド

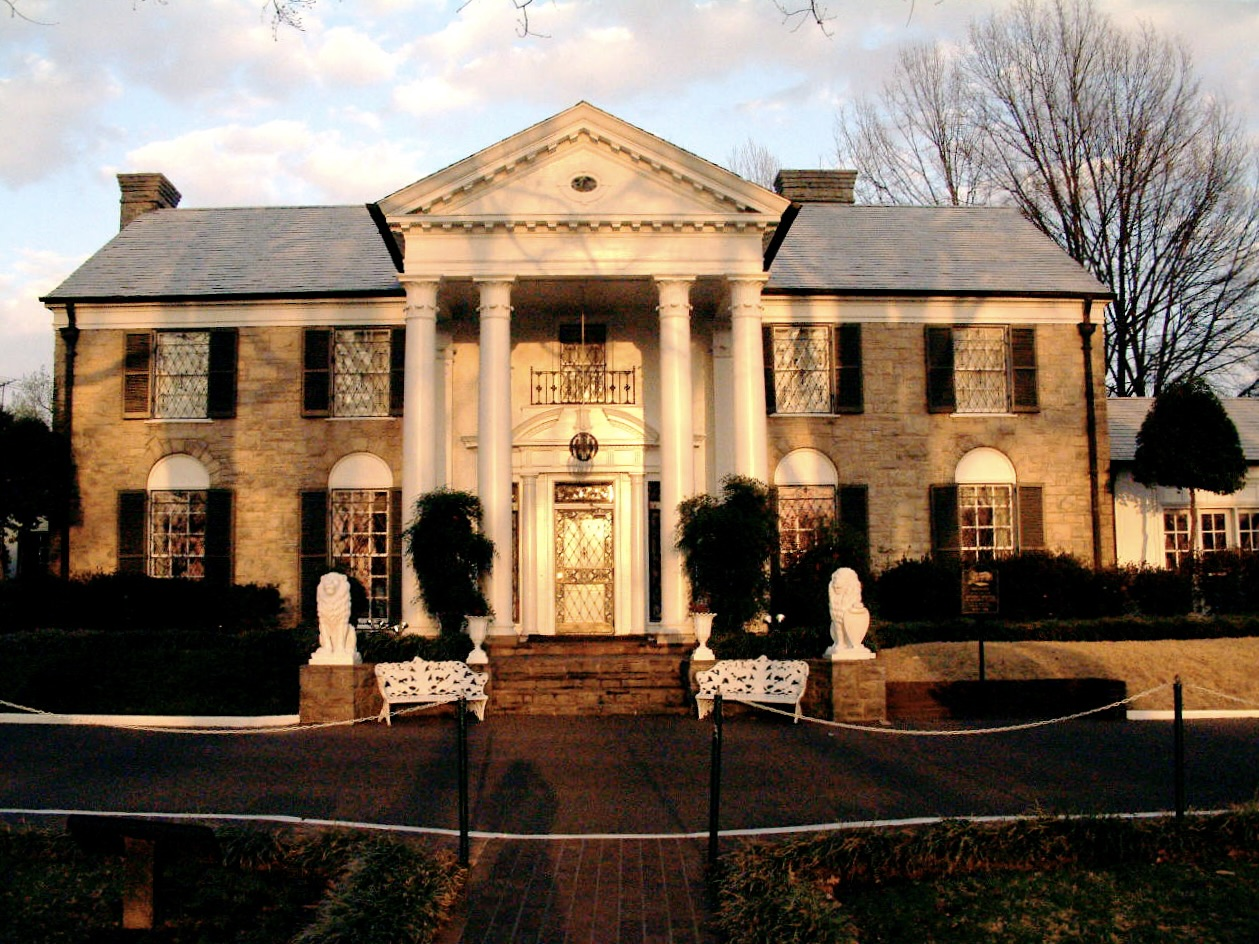
グレイスランド

グレイスランド (Graceland) は、アメリカのロックミュージシャン、エルヴィス・プレスリーの邸宅だった建物を含む、その敷地である。

## 概要

### ファンの「聖地」
アメリカのテネシー州メンフィスエルヴィス・プレスリー街3764、ミシシッピ州との境界から北へ4マイル弱、ダウンタウンから約12マイルの広大なホワイトヘイブン・コミュニティにあり、白い円柱が特徴。敷地面積は13.8エーカー（5.6ヘクタール）。家の一部は一般公開されており、エルヴィスの命日には、世界中からファンが集まる「聖地」として知られる。ホワイトハウスの次に最も訪問された個人の家として年間平均600,000人以上の訪問客がある。
世界で最も訪問者数が多い私邸（またはお墓）として、ギネス・ワールド・レコーズに登録されている。最も多かったのは没後18年後にあたる1995年で753965人が訪れた。エルビス・プレスリーは1977年8月16日にここで亡くなり、プレスリー、彼の両親ヴァーノン、グラディス、彼の祖母は通称瞑想の庭に埋葬されている。

### 国定歴史建造物

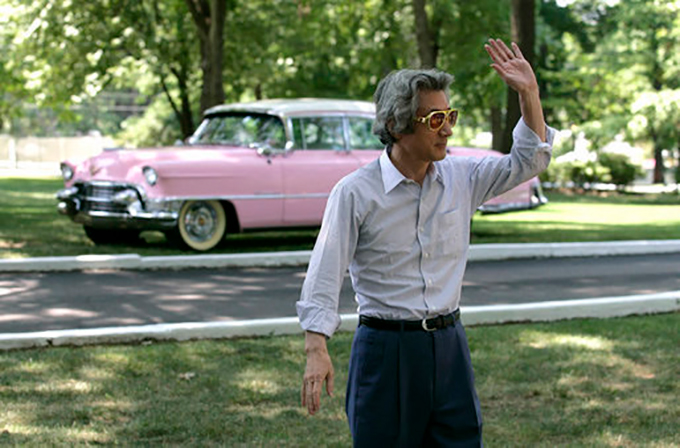
グレイスランドに向かう小泉首相

1982年6月7日より博物館として公開されており、1991年11月7日にアメリカ合衆国国家歴史登録財 (National Register of Historic Places) として登録され、さらに2006年3月27日にはゲイル・ノートン内務省長官によってアメリカ国定歴史建造物（代表的なものにホワイトハウスやアラモ砦などがある）に認定された。グレイスランドはアメリカ合衆国国家歴史登録財に入ったロックンロール関連地で最初の場所となった。メンフィスの大学生ジェニファー・タッカーにより準備および提出され推薦された。

### 首相訪問
2006年6月には、エルヴィスの大ファンである小泉純一郎首相がジョージ・ウォーカー・ブッシュ大統領と共にグレイスランドを訪問し、エルヴィスの元夫人プリシラ・プレスリーと娘のリサ・マリー・プレスリーの出迎えを受けたが、その際に小泉はブッシュらの前でエア・ギターをしながら「グローリー　グローリー　ハレルーヤー」と唄うハプニングがあった。これは、小泉がエルヴィスのファンであることを示そうと、リパブリック讃歌を曲の一節に取り入れたエルヴィスの代表曲「An American Trilogy（邦題：アメリカの祈り）」を自らの判断で披露したものであるが、小泉の予期せぬ行動はブッシュらから失笑を買ってしまう。その様子は、当日の日米両国のニュースで「小泉の奇行」として紹介された。

## 歴史
グレイスランドは当初農場として、以前のメンフィス・デイリー・アピールというメンフィスの新聞のプレスルーム主任で、当時メンフィスの商業印刷会社トゥーフ・ビルディングの創設者、S.C.トゥーフによって所有された。この地はトゥーフの娘グレイスの名をとってグレイスランドと名づけられ、グレイスは農場を相続した。まもなく現在グレイスランドと呼ばれる部分は彼女の甥と姪に与えられた。1939年、グレイス・トゥーフの姪であるラス・ムーアは夫トーマス・ムーア博士と共に現在のアメリカの「コロニアル様式」の邸宅を建設した。
1957年前半、エルヴィスはメンフィス東部のオードゥボン通り1034番地にあった家を引き払った後に、約100,000ドルでグレイスランドを購入した。彼が引っ越したのはプライバシー、安全面、そしてファンの行動による近所迷惑を考えた上でのことだった。エルヴィスは父親のヴァーノン・プレスリーと母親のグラディスと共にグレイスランドへ転居した。1958年のグラディスの死後、1960年ヴァーノンはディー・スタンリーと結婚し、しばらくそこで生活をした。のちにエルヴィスと結婚することとなるプリシラ・ビューリーも結婚前に5年間グレイスランドで生活をした。1967年5月1日ラスベガスで結婚してから1972年後半の離婚まで、プリシラはもう5年グレイスランドで暮らしていた。
1977年8月16日、エルヴィスは心臓発作でグレイスランドのバスルームで死亡。

## 建築と改築
邸宅は黄褐色の石灰岩から造られ、8室のベッドルームとバスルームを含む23室の部屋で構成される。ドアの前には風の神殿と呼ばれる4本の円柱、屋根付きの玄関の両側には2匹の大きなライオンが座っている。
邸宅購入後、プレスリーは彼の好みに合わせ大改築を行なった。敷地を囲む自然石壁、精巧に作られた音楽をテーマにした門、プール、ラケットボール・コート、屋内の滝を特徴とする有名な「ジャングル・ルーム」など。1976年2月と10月、ジャングル・ルームはレコーディング・スタジオとして利用され、プレスリーは彼の最後の2枚のアルバム、『メンフィスより愛をこめて』と『ムーディ・ブルー』の大部分を録音した。これらが彼の最後の公式録音となる。
彼の施した大きな改築のうちの1つは瞑想の庭の追加であり、現在エルヴィス、彼の両親ヴァーノン、グラディス、祖母が埋葬されている。小さな墓標は出生時に亡くなったエルヴィスの双子の兄ジェシー・ギャロンの記念碑である。瞑想の庭はエルヴィスが亡くなった翌年の1978年より、グレイスランドは1982年6月7日より一般公開されている。
批評家のアルバート・ゴールドマンの著書『エルヴィス』（1981年）第1章によると「彼の家には10セントの価値もない」まるで売春宿だと言った。「ニューオーリンズのフレンチ・クオーターの世紀末前後の売春宿から持ってきたようだ。」そして彼は「けばけばしい」「ゴテゴテしている」、「まがい物」と切り捨て「キング・エルヴィスのこの執念ギャグとしか思えない。」と付け加える。「エルヴィスと同じ境遇であれば同じようになるだろう。」、グレイスランドを訪れたグリール・マーカスは同様に「一言で述べると『品がない。』品がないまたはまがい物あるいは悪趣味など、いかにも白人貧困層といった感じだ。」『グレイスランド：ゴーイング・ホーム・ウイズ・エルヴィス』の中で装飾芸術に関係するカラル・アン・マーリングはこの場所同様創造的であると述べる。グレイスランドの「珍品の陳列は彼のセンスの証」とマーリングは主張し、彼が有名になる前にB.B.キングに気付かれた十代のエルヴィスの「個人のスタイルへの激しい懸念」と70年代の「テーマのある服」のファッション・センスからもわかる。「本物である証であり、輝く栄光である」。しかし特筆すべきなのは、4年間の付き合いのあったプレスリーのガール・フレンド、リンダ・トンプソンが彼女独自のスタイルでグレイスランドのほとんどを飾りつけたということである。プレスリー自身でさえ「彼女の赤い毛皮とヒョウ皮ルックに驚いた。」と言った。
プレスリーが購入した当初グレイスランドは10,266平方フィート（953.7平方メートル）だったのが現在17,552平方フィート（1,630.6平方メートル）まで広がった。施設のマネージャーは、新しいビジター・センター、500室のコンベンション・ホテル、ハイテク博物館を含む大改革プロジェクトを発表した。現在のビジター・センター、おみやげ店、128室のハートブレイク・ホテル、博物館は、取り壊されて新しい施設と入れ替えられる。プロジェクトは完了するまでおよそ3年がかかる。

## グレイスランドのプレスリー
マーク・クリスピン・ミラーによると、グレイスランドはエルヴィスのためのものになった、「彼自身の組織の本拠地はプレスリー家と代理人により管理された。エルヴィスが世界中を笑顔にし続けるために莫大な費用を浪費した。」著者は、プレスリーの父ヴァーノンが「彼のベッドルームにプールを作った」と付け加えた。「エルヴィスが気に入っていたレコードを含んだジュークボックスがプールの隣にあった」またエルヴィスは「有線テレビで彼の出演番組を見ながらベッドルームで時間を過ごしていた。」グレイスランドは、リサ・マリー・プレスリーの最初の家で、1968年2月1日の彼女の出生後、彼女の幼児期を過ごした場所である。リサが小学生の時プリシラがエルヴィスと離婚した後は主な生活拠点は母親と共に暮らしたカリフォルニアとなる。毎年クリスマス時期はリサ・マリー・プレスリーと彼女の家族全員は一緒にクリスマスを祝うためにグレイスランドを訪れる。リサ・マリー・プレスリーはたびたびグレイスランドを訪れる。彼女が25歳を過ぎた時、リサ・マリーはグレイスランドを相続した。2005年、彼女はその85パーセントを売却した。
ブラッド・オルセンによると「グレイスランドの部屋のいくつかは、エルビスプレスリーの明るさと気紛れを表している。地階のテレビ・ルームは、彼がしばしば3台のテレビを一度に見ることができ、すぐ隣にカウンター・バーもある。」
彼がコンサート・ツアーに出る際に泊まるホテルでは「彼の到着前に自宅であるグレイスランドと同じスペースの構成を作るためにホテルの部屋は改築された。家具が到着し、彼のパフォーマンスの後、慣れ親しんでいる環境でくつろぐことができた。」ジャングル・ルームのような「特殊な部屋はわからないが。」
建築家バーナード・グレナディアによって設計・建設された瞑想の庭はグレイスランドの中でもエルヴィスのお気に入りの場所として特筆すべきであり、そこで彼はしばしば彼の人生の中で起こったあらゆる問題または状況を考えに行った。
いとこのビリー・スミスによると、エルヴィスはしばしばスミスと彼の妻ジョーとグレイスランドで夜を過ごした。「我々はそこで3人で何時間も世界中の様々なことについて話しました！時々彼は悪夢を見て、私に話すために探しに来て、実は我々と一緒のベッドで寝ました。」
しかし、グレイスランドではエルヴィスと継母ディーの間に若干の不一致があった。エレイン・ドゥンディは「ヴァーノンはグラディスがかつて主権を握っていたところにディーを居座らせた。エルヴィスの不在中に家具の配置を変えて、グラディスが選んだカーテンを取り替えるほど完全にグレイスランドの女王の役割を引き継いだ。」と言った。これには亡くなった母をまだ愛していた彼には度が過ぎていた。ある午後「バンが到着し…そしてディーの全ての私物、服、『改善』として置かれた物、彼女自身の動物園のペットたちが積み込まれ...彼らが最終的にエルヴィスの家の近くのドーラン通りに面した家に落ちつくまで、ヴァーノン、ディー、彼女の3人の子供たちはハーミテージの家の近くまで車で向かった。」
『エルヴィス・バイ・ザ・プレスリーズ』という本では家にいる時の彼の執念と情熱を含むグレイスランドでの生活に関していくつかの詳細が明らかになっている。

## グレイスランドを訪れた著名人
1957年プレスリーはグレイスランドのあるメンフィス近郊ホワイトヘイブンを訪れるリチャードウィリアムズとバズ・ケイソンを招待し、「この大邸宅を近くで見ることをエルヴィスは我々に言った。…我々は表のポーチでおどけてまわり始め、我々の最高のロックンロールポーズをとり、小さいカメラで写真を撮った。我々まだカーテンを閉めていない窓を覗き見たら、明るい赤とエルヴィスがまさに選んだ紫色の陰にパステル色の壁のリビング・ルームが目に飛び込んだ。」
50年代後半、米国政府はエルヴィスはニキータ・フルシチョフが『アメリカで何もないところから人がどのように何でも始めるのか、成し遂げる方法をご存じでしょう』とグレイスランドを訪問したことを議題にあげた。
2006年6月30日、米国のジョージ・ウォーカー・ブッシュ大統領が日本の小泉純一郎首相を大邸宅のツアーに招待した際、大使館、ホワイトハウス、他大統領静養所以外で現職の米国の大統領と外国政府のリーダーが共に訪れたアメリカ国内唯一の住居となった（小泉純一郎は2001年から2006年の日本の首相で熱心なエルビス・プレスリー・ファンでありプレスリーの1月8日の誕生日と同じ誕生日である）。
2010年8月6日、モナコ大公のアルベール2世、彼の婚約者シャーリーン・ウィットストックは、アメリカ合衆国での旅行でグレイスランドを訪問した。アルバートは「もしあなたが夏休みなら、あなたはこの季節に来なければなりません。私は以前からグレイスランドに来たかったです。シャーリーンと私の友人も今日ここに来たがっていました、エルヴィスは我々そして多くの人々の人生に影響を及ぼしました。我々は敬意を表して、この場所の全てについて見たかったです。」と言った。

## 観光地としてのグレイスランド
1977年のエルヴィスの死後、ヴァーノン・プレスリーが遺産管理人となる。1979年の彼の死に際し、エルヴィスの唯一の子であるリサ・マリーがまだ11歳だったためプリシラを遺産管理人とする。グレイスランドは維持費に年間50万ドルを要し、リサ・マリーに遺された遺産は100万ドルまで減少した。税金他費用が50万ドルを超すこととなる。グレイスランドを手放すかどうかの問題に直面し、プリシラは著名な邸宅や博物館などを調査し、グレイスランドを生まれ変わらせるべくジャック・ソードンをCEOとして雇い、グレイスランドは1982年6月7日に一般公開された。プリシラの賭けは成功し、一般公開の1ヶ月後には資金を全て取り戻した。プリシラはリサ・マリーが21歳になるまでエルヴィス・プレスリー・エンタープライズ (EPE) の会長及び社長を兼任すると宣言した。この事業は成功し、1億ドル以上の価値を生み出した。
エルヴィスの叔母であるデルタは夫の死後エルヴィスの招待により、グレイスランドが1982年にツアーを開始するまでここに住み、1993年に死去した。
グレイスランド及びエルヴィスの墓は1年のうち命日が一番混む。2002年の25回忌は豪雨にも関わらず4万人が訪れた。
1997年の20回忌ではエルヴィス・ウィークが行われ、世界中から数百の報道関係者と5万人のファンが集まった。
グレイスランドには彼の有名なヴェガス・ジャンプ・スーツ、各賞、ゴールド・レコード、大型ジェット機のリサ・マリー号、多数の車のコレクションなどを展示する博物館などを有す。
最近ではシリウス・サテライト・ラジオが敷地内にオール・エルビス・プレスリー・チャンネルを設置した。北アメリカのサービス加入者は24時間グレイスランドから発信されるエルヴィスの音楽を聴くことができる。
グレイスランドの通りの向かい側にプライベート・プレスリーと68年特別展示の2つの博物館が新設された。エルヴィスが設置した自然石の壁は現在もそこにあるが、ただの壁だと言う訪問客により落書きをされてしまっている。
グレイスランドはフラッシュ撮影とビデオ撮影は禁止だが館内を見てまわることは可能であり、日本語を含む音声ガイドがある。プレスリー一家に敬意を表すため2階のプライベート・ルームは公開されておらず、また彼が死亡したバス・ルームも意図とは違った関心を避けるために公開されていない。エルヴィスのベッド・ルームを含む2階フロアはエルヴィスが亡くなった日からその状態を保っている。
グレイスランドへの訪問客は向かい側の駐車場に駐車し、グレイスランドへ向かうためのシャトルバスに乗車する。音声ガイドのヘッドホンが配られ、グレイスランドの有名な門であるミュージック・ゲイトの絵が描かれた壁の前で記念撮影をしてもらえる。ツアー・バスはエルヴィス・プレスリー大通りを横切り、小さめのミュージック・ゲイトをくぐる。バスが止まる所にあるライオン像は大きな赤レンガの柱の方角を見下ろしている。エルヴィスの棺を追悼するために集まった3500人以上のファンはこのライオンの像の横を通って行った。
家は予想以上に大きく、主要部分の写真は公開されている。
係員がドアの前に立ち、グレイスランドはエルヴィスが22歳の時に購入し、グレイスという女性の名前からつけられたという簡潔な歴史を述べる。
おそらくフロント・ドアの上に位置すると思われる、エルヴィスが亡くなったバス・ルームは結局公開されたことがない。
「エルヴィス・ファンが最初に受けるショックは、家が大通りから意外と近いということです。」そしてある門からはショッピング・センターが見える。
グレイスランドに入るとすぐ、鏡の反射がある白い階段が目の前にある。右には一部だけが見られるミュージック・ルームと隣接したリビング・ルームがあり、鮮やかで大きな孔雀のステンド・グラスで仕切られている。ミュージック・ルームには黒い小型のグランド・ピアノと50年代型のテレビが見える。リビング・ルームには前庭に面した壁伝いに15フィートの白いソファーがあり、左に白い暖炉がある。エルヴィスが最後に父にもらったクリスマス・プレゼントの絵、両親であるヴァーノンとグラディス、エルヴィスとリサ・マリーの写真が飾られている。
階段を抜けると両親のベッド・ルームがある。
エルヴィスの両親の部屋は白が基調となっている。ベルベット調の暗い紫色のベッドカバーがクイーン・サイズのベッドに掛けてある。壁、ドレッサー、ベッド、カーペットは明るい白で、ガード・レールで訪問客から保護されている。右に、クローゼットには母グラディスが着たドレスのうちの4着または5着が掛けてあり、ガラスで仕切られている。左に、ピンクのフル・バス・ルームがあるがビロードのロープ・バリアのため、ほとんど見ることができない。
次にダイニング・ルームとキッチンを見ることができるが、エルヴィスの叔母のデルタが1993年の彼女の死亡時まで使用していたため、1995年まで一般公開されていなかった。続いて地階へ下り3台のテレビが視聴できるメディア・ルーム、バー、ビリヤード部屋を見ることがでいる。再度1階へ戻り、有名なジャングル・ルームを通る。外に出て、事務所を通り、ミシシッピ州トゥペロにある生家の縮小モデルを見ることができる。エルヴィスの射撃場はかつて燻製室だった場所にある。傾斜した芝生の上で馬が草を食べている様子を通り過ぎトロフィー・ルームに入る。当初この場所は家の後ろの歩道であり、彼の審美眼にかなった物に取り囲まれていた。現在中にはエルヴィスの初期の有名な金色のラメ・スーツが飾
られている。
トロフィー・ルームの壁にはたくさんのレコード、映画のポスター、リップスティック、靴、1950年代に作られたエルヴィス人形などが飾られている。3回のグラミー賞、エルヴィスとプリシラの結婚式の衣装、リサ・マリーの人形やベビー服、ゴールド・レコードや賞などが展示されている。後半は68年の復帰の際に着用したレザー・スーツ、映画の脚本、映画の衣装、彼のトレードマークであるジャンプスーツなどが展示されている。ここにはエルヴィスが受けた全ての賞や様々な慈善団体に書いた小切手が展示されている。

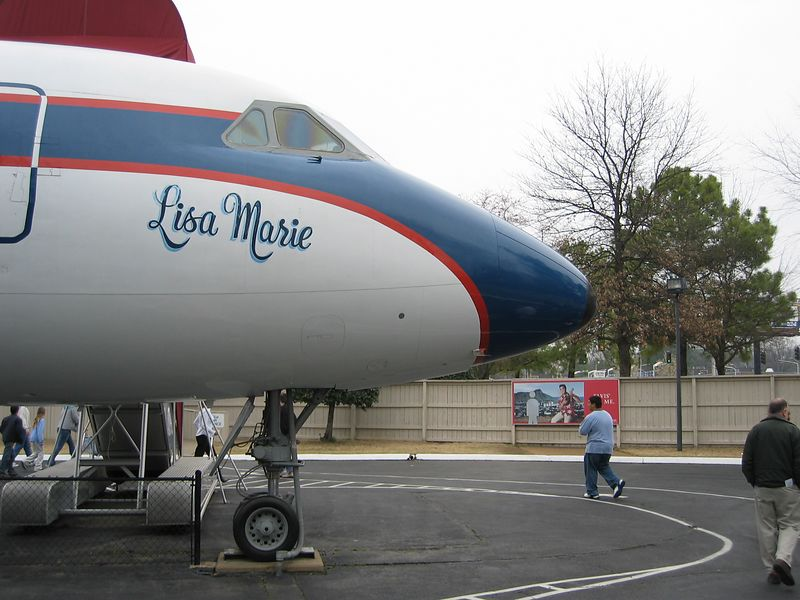
プレスリーの私有機だったコンベア880「リサ・マリー」号

再びいったん外に出て、今も馬のいる厩舎を通り過ぎ、隣のラケットボール・コートには現在スパンコールをちりばめたジャンプスーツが展示されている。古いカントリー・クラブを思い起こさせる入り口には暗い革張りのバー・チェアやソファがある。実際に使われたバーは右手にある。左手にはステレオ・システムを備えた座席がある。そこにはエルヴィスが最後に弾いたダークブラウンのアップライト・ピアノがあり、その際はウィリー・ネルソンの「雨の別離」（原題：Blue Eyes Crying in the Rain）とライチャス・ブラザーズの「アンチェインド・メロディー」（原題：Unchained Melody）が演奏された。エルヴィスの生前、ラケットボール観戦のため座席の辺りは床から天井まで耐破損性に優れた窓に覆われていた。エルヴィスの亡くなる朝早く、ガール・フレンドのジンジャー・アルデン、いとこのビリー・スミス、ビリーの妻ジョーはラケットボールをしていたがエルヴィスが洗髪と就寝のために家に入る前に演奏したピアノの歌でゲームは終わった。現在そのコートはたくさんのステージ衣装の展示に使用されている。多くの衣装は通りを挟んで向かい側のシンシアリー・エルヴィスに展示されている。たくさんのビニール盤レコードは死後に受賞した賞品と共に2面のコートに飾られている。大画面のテレビはグレイスランドのあちこちにある。ラケットボールのコートにはエルヴィスの映画やラス・ヴェガス・コンサートが絶えず流されている。エルヴィスがここへ引っ越してから作られたプールもある。
プールを通り過ぎると、エルヴィス、彼の母グラディス、彼の父ヴァーノン、祖母ミニー・メイ・フッド・プレスリーが埋葬されている瞑想の庭がある。
通りを挟んだ向かい側にはエルヴィスのピンク・キャデラックのある自動車博物館、彼の2台の飛行機、リサ・マリー号（コンベア880）とハウンド・ドッグII（ロッキード・ジェットスター）が展示されている。

## 現在のグレイスランド
2005年8月上旬、リサ・マリー・プレスリーは、彼女の父の遺産のビジネス部分の85%を売却した。
彼女はその中で見つかった財産の大半と同様、グレイスランドの資産価値自体は保持し、エンターテイメント会社であるCKX社にグレイスランドのマネージメントを委託し、テレビ番組の『アメリカン・アイドル』の制作者となった。
2006年2月、CKX会長ボブ・シラーマンはグレイスランドをディズニー・ランドまたはユニバーサル・スタジオのような国際的な観光テーマパークに変える計画を発表した。邸宅地域を整備し、1年につき60万人の訪問客を2倍どころか3倍以上の約200万にした。シラーマンの最終目的は、訪問客により多くの時間とお金を使ってもらうため「完全なファンとしての経験」ができるようにすることである。同社は最近フロリダのオーランドを本拠地とするディズニー・イマジニアリングの新しいCEOに名前を挙げられたボブ・ワイスと共に、メンフィスの経済的に空洞化した地域にあるグレイスランド周辺の観光地を改善するため。また、歴史的邸宅保つため尽力している。グレイスランドは公式に、イースト・ブルックス通りからイースト・シェルビー通りまでずっとエルビス・プレスリー大通りに沿って3マイルの細長い土地を美しいエンターテイメント地区に変えた。EPEは大邸宅の周りの北から南まで120エーカー以上の店舗や家屋、アパート、自動車ディーラー、お土産店、普通の家さえも全て買い取り土地を作った。
投資家と開発者と話を進めていたシラーマンは、2億5000万ドルから5億ドルの間でグレイスランド周辺一帯を再開発する予定である。彼の計画には、500室以上の客室とコンベンション・センターを備えた新しい高級ホテル、ライブ・コンサートのための円形劇場、レストラン、売店、さらに新しい8万平方フィートのビジター・センター、グレイスランドの邸宅に隣接した博物館などがある。2009年にはプロジェクトを開始する目標日時を設定されたが、まずメンフィス市議会に承認されなければならない。
2005年に訪問客が約70万人に増大するまで、アメリカ同時多発テロ事件の際のアメリカ旅行へのマイナス・イメージのために一時的にグレイスランドの訪問客は約60万人まで減少したと言われている。
2024年8月16日、アメリカ合衆国司法省はグレイスランドを競売にかけようとし、孫娘らから金をだまし取ろうとしたなどとして詐欺容疑でミズーリ州の女を逮捕したと発表した。女は孫娘の弁護士らに対して架空の金融機関をかたり、2023年に死去したプレスリーの一人娘リサ・マリー・プレスリーが、2018年にグレイスランドを担保として約380万ドルを借り、返済が滞っているとの虚偽の書類を送付した疑いが持たれている。女は地元紙にグレイスランドを競売にかけるという告知を掲載。孫娘は詐欺だと提訴し、メンフィスの裁判所が競売の手続きを差し止めていた。

## ポップ・カルチャー
1981年、フロリダ州オーランドで、グレイスランドのレプリカが作られた。個人所有のため訪問はできないが、グレイスランドの門の完全な実物大レプリカを道からクリアに見ることができる。
ポール・サイモンのアルバム『グレイスランド』、及びタイトル曲は、エルヴィスの家の影響を受けている。タイトル曲は、後にグラミー賞を獲得した。マーク・コーンが歌い、後にシェールによってカバーされた『ウォーキング・イン・メンフィス』は、明らかにグレイスランドのことを歌っている。
他に『グレイスランド』などの映画もある。プレスリーはスピリチュアル・メッセージの伝い手として登場する中心人物である。
プレスリーについて皮肉な映画さえ存在し、現代のエルヴィス・カルトが登場する。たとえば、『スコーピオン』（原題：3000 Miles to Graceland(グレイスランドへの300マイル)）は国際的なエルヴィス・ウィークの間にカジノから強盗する予定の犯人グループについてで、それをより容易に実行するため、彼ら全員エルヴィスのコスプレをする。
テレビゲーム『グランド・セフト・オート2』に『レッドネック』と呼ばれるギャングがおり、皆エルヴィスの崇拝者である。その多くの人々はディスグレイスランドと呼ばれる低所得者用のトレーラーハウスに住んでいる。このシリーズの多くの他のゲームはエルヴィス・プレスリー引用をしている。
テレビドラマ『フルハウス』では、エルヴィスのファンであるジェシー・カツォポリス（ジョン・ステイモス）が、グレイスランドで結婚式を開きたいと話していた。
ボン・ジョヴィのギタリストリッチー・サンボラのソロアルバム『アンディスカヴァード・ソウル』の曲に『フォーリン・フロム・グレイスランド』と曲名をつけた。
映画『リロ・アンド・スティッチ』で、リロ、スティッチ、ナニ、デイヴィッドはグレイスランドを訪問し、映画の終わりのモンタージュ写真で記念写真が見られる。
1988年のドキュメンタリー映画『魂の叫び』でU2がグレイスランドを訪問している様子を見ることができる。
1984年のコメディ映画『スパイナル・タップ』の中でデイヴィッド（マイケル・マッキーン）、ナイジェル（クリストファー・ゲスト）、デレク（ハリー・シーラー）はグレイスランドを訪れ、マーティ（ロブ・ライナー）と追憶し、『ハートブレイク・ホテル』の一部を歌う。